# Lophocampa sobrinella
Lophocampa sobrinella är en fjärilsart som beskrevs av Embrik Strand 1919. Lophocampa sobrinella ingår i släktet Lophocampa och familjen björnspinnare. Inga underarter finns listade i Catalogue of Life.